# Сирахата, Кэйдзи
Кэйдзи Сирахата (яп. 白幡圭史, р. 8 октября 1973, Кусиро, Япония) — японский конькобежец, член олимпийской сборной  1992, 1998, 2002 года, серебряный призёр чемпион мира 1995 и 1997 годов в классическом многоборье, многократный участник чемпионатов мира.